# Nikolajewsk am Amur
Nikolajewsk am Amur (russisch Никола́евск-на-Аму́ре/ Nikolajewsk-na-Amure) ist eine Stadt in der Region Chabarowsk (Russland) mit 18.631 Einwohnern (Stand 1. Oktober 2021). Sie ist Hauptort des gleichnamigen Rajons.

## Geographie
Die Stadt liegt in der unteren Amurniederung, knapp 1000 km nördlich der Regionshauptstadt Chabarowsk am linken Ufer des hier über zwei Kilometer breiten Amur nahe seiner Mündung.
Die Stadt Nikolajewsk am Amur ist der Republik administrativ direkt unterstellt und zugleich Verwaltungszentrum des gleichnamigen Rajons.

## Geschichte
Am 1. August 1850 wurde an der Stelle des heutigen Nikolajewsk auf Veranlassung des späteren Admirals Gennadi Newelskoi ein Militärposten mit Namen Nikolajewski post eingerichtet, benannt nach dem damaligen russischen Zaren Nikolai I. Binnen kurzer Zeit wurde die Siedlung zu einem der wichtigsten wirtschaftlichen Zentren der Pazifikküste Russlands. 1853 erfolgte die Umbenennung in Nikolajewsk, 1855 die Verlegung des Haupthafens Russlands am Pazifik aus Petropawlowsk-Kamtschatski. 1856 erhielt der Ort Stadtrecht. Mit Gründung der Oblast Primorje (1858) wurde die Stadt deren Verwaltungszentrum.
In Folge stellte sich jedoch heraus, dass sowohl die Sandbänke in der Amurmündung als auch die fünfmonatige Eisführung den Schiffsverkehr in einem Maße behinderten, dass der Hauptpazifikhafen Anfang der 1870er Jahre in das günstiger gelegene Wladiwostok verlegt wurde. 1880 verlor Nikolajewsk zudem seine Funktion als Oblastzentrum an das zentraler und klimatisch vorteilhafter gelegene Chabarowsk. Der Niedergang der Stadt wurde durch Goldfunde im Hinterland zwar gebremst, dennoch beschreibt der durchreisende Schriftsteller Anton Tschechow in seinem Reisebuch Die Insel Sachalin die Stadt 1890 als düster und heruntergekommen.
Ab dem Ende des 19. Jahrhunderts kam es durch die Entwicklung von Fischereiwirtschaft und Werften wieder zu einem bescheidenen Aufschwung. Im Russischen Bürgerkrieg wurde die Stadt jedoch von japanischen Truppen eingenommen und im Verlauf darauf folgender Kämpfe 1920, im sogenannten Nikolajewsk-Zwischenfall, von russischen Partisanen praktisch vollständig niedergebrannt.
Nach zwischenzeitlicher Zugehörigkeit zur Fernöstlichen Republik erfolgte 1926 die Umbenennung in Nikolajewsk am Amur, mit Bestätigung des Stadtrechts.

### Bevölkerungsentwicklung
| Jahr | Einwohner |
| ---- | --------- |
| 1858 | 01.757    |
| 1897 | 05.684    |
| 1913 | 14.400    |
| 1926 | 07.356    |
| 1939 | 17.314    |
| 1959 | 30.923    |
| 1970 | 30.082    |
| 1979 | 33.529    |
| 1989 | 36.296    |
| 2002 | 28.492    |
| 2010 | 22.752    |
| 2021 | 18.631    |

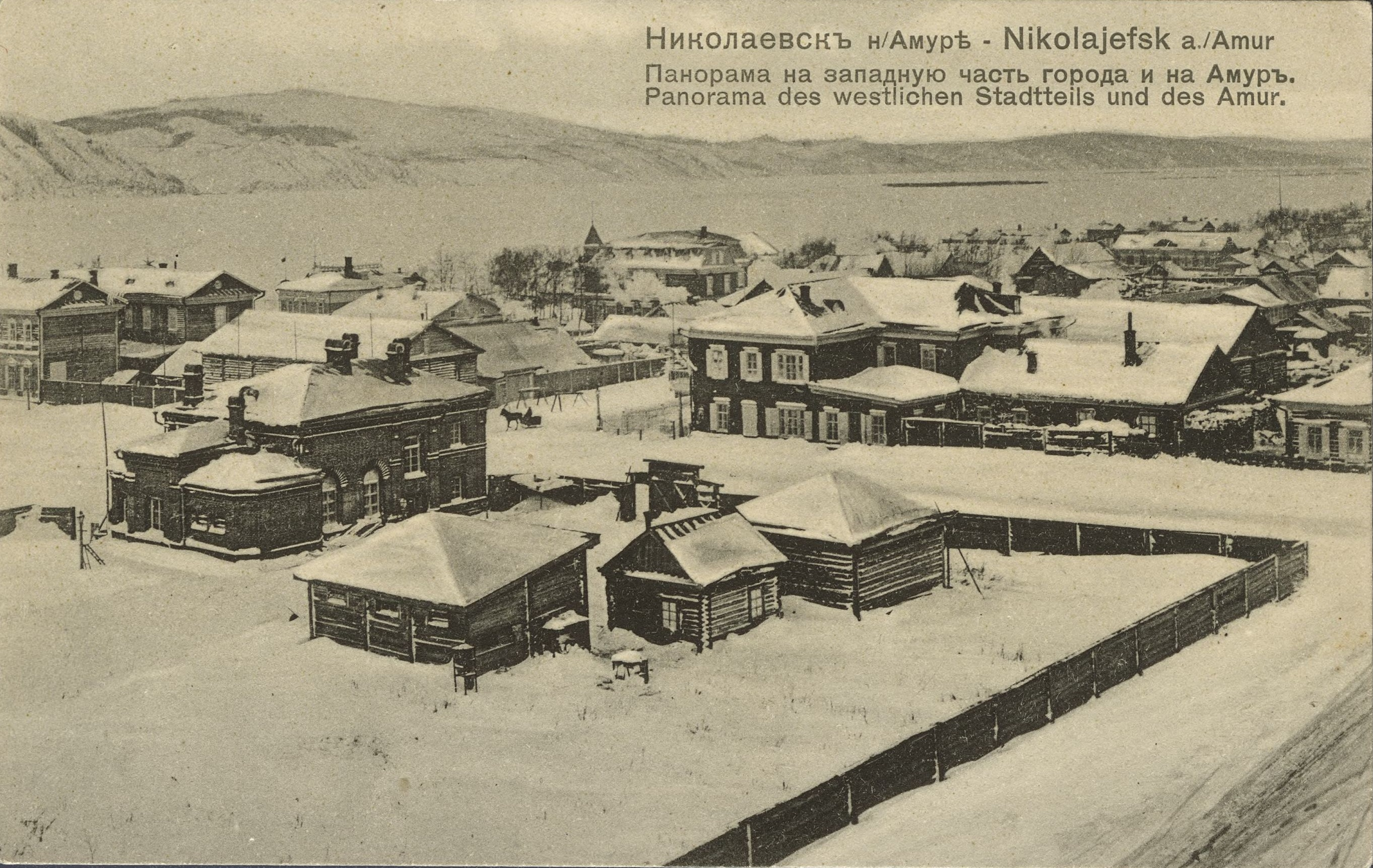
Nikolajewsk um 1900

Anmerkung: 1897, ab 1926 Volkszählungsdaten

## Kultur und Sehenswürdigkeiten
Das städtische Heimatmuseum beherbergt ethnographische und archäologische Sammlungen, die zu den interessantesten des russischen Fernen Ostens gehören. Ursprünglich bereits 1858 gegründet, brannte es 1871 ab und wurde 1946 mit neuer Kollektion wieder eröffnet.
In der Stadt gibt es mehrere Denkmäler, so für den Stadtgründer Newelskoi (1915). 17 Kilometer von der Stadt entfernt befinden sich die Überreste der 1920 von den Partisanen gesprengten Nikolajewsker Festung.
Um 1940 existierte in der Stadt ein Lager im System der Gulag.

## Wirtschaft und Infrastruktur
Hauptwirtschaftszweige sind Fischfang und -verarbeitung sowie Schiffsreparatur, Lebensmittelindustrie sowie in der Umgebung Landwirtschaft (Gemüse, Futterpflanzen, Viehwirtschaft).
Nikolajewsk ist nicht auf dem Landwege zu erreichen. Die Stadt besitzt einen See- und Flusshafen am Amur sowie einen Flughafen.

## Söhne und Töchter der Stadt
- Juri Alexaschin (* 1941), Langstreckenläufer
- Juri Tschaika (* 1951), Generalstaatsanwalt Russlands
- Wladimir Ustinow (* 1953), Politiker und ehemaliger Justizminister Russlands

## Klimatabelle
|                       | Jan   | Feb   | Mär   | Apr  | Mai  | Jun  | Jul  | Aug  | Sep  | Okt  | Nov   | Dez   |   |      |
| Mittl. Tagesmax. (°C) | −21,7 | −16,7 | −8,3  | 1,1  | 6,7  | 13,9 | 18,9 | 18,9 | 15,0 | 5,0  | −7,2  | −17,2 | ⌀ | 0,8  |
| Mittl. Tagesmin. (°C) | −28,9 | −26,7 | −18,9 | −8,3 | −0,6 | 6,7  | 11,7 | 11,7 | 6,1  | −2,2 | −13,9 | −23,9 | ⌀ | −7,2 |
|                       |       |       |       |      |      |      |      |      |      |      |       |       |   |      |
| Niederschlag (mm)     | 15    | 13    | 18    | 28   | 33   | 38   | 51   | 79   | 69   | 51   | 33    | 20    | Σ | 448  |
|                       |       |       |       |      |      |      |      |      |      |      |       |       |   |      |
| Sonnenstunden (h/d)   | 4,2   | 5,7   | 7,5   | 7,0  | 7,5  | 7,8  | 7,7  | 6,6  | 6,1  | 4,6  | 4,4   | 3,0   | ⌀ | 6    |
|                       |       |       |       |      |      |      |      |      |      |      |       |       |   |      |
| Regentage (d)         | 6     | 6     | 6     | 7    | 8    | 6    | 8    | 10   | 11   | 10   | 8     | 8     | Σ | 94   |
|                       |       |       |       |      |      |      |      |      |      |      |       |       |   |      |
| Luftfeuchtigkeit (%)  | 77    | 77    | 74    | 75   | 78   | 78   | 80   | 82   | 82   | 76   | 76    | 79    | ⌀ | 77,8 |

| −28,9 |

| −26,7 |

| −18,9 |

| −8,3 |

| −0,6 |

| 6,7 |

| 11,7 |

| 11,7 |

| 6,1 |

| −2,2 |

| −13,9 |

| −23,9 |

| −28,9 |

| −26,7 |

| −18,9 |

| −8,3 |

| −0,6 |

| 6,7 |

| 11,7 |

| 11,7 |

| 6,1 |

| −2,2 |

| −13,9 |

| −23,9 |